# Zielanica (obwód brzeski)
Zielanica (biał. Зеляніца; ros. Зеленица, Zielenica) – wieś na Białorusi, w obwodzie brzeskim, w rejonie małoryckim, w sielsowiecie Orzechowo.

## Warunki naturalne
Wieś położona jest nad dużymi kompleksami mokradeł.

## Historia
Wieś powstała w okresie sowieckim. Wcześniej w pobliżu leżały nieistniejące współcześnie wsie Zielenica, Zażdżorki i Zdżorki.  Od 1991 położona jest w niepodległej Białorusi.